# 中国纺织工业设计院
中国纺织工业设计院是中华人民共和国的一家勘察设计单位，前身是1952年9月成立的纺织工业部设计院。